# Aechmea fulgens
Aechmea fulgens é uma espécie de planta da família das bromeliáceas. Cresce no Brasil principalmente nos estados da Bahia e de Pernambuco. É muito usada como planta ornamental.

## Sinônimos
- Aechmea discolor C.Morren
- Aechmea fulgens var. disolor (C.Morren) Brongn. ex Baker
- Lamprococcus fulgens (Brongn.) Beer
- Lamprococcus fulgens var. discolor (C.Morren) Brongn. ex Beer[2]